# Air Busan
Air Busan (koreanisch 에어부산) ist eine südkoreanische Billigfluggesellschaft mit Sitz in Busan und Basis auf dem Flughafen Gimhae. Sie ist eine Tochtergesellschaft der Asiana Airlines.

## Geschichte
Air Busan wurde 2007 gegründet. Die erste Maschine wurde von der Muttergesellschaft Asiana Airlines übernommen.

## Flugziele
Air Busan fliegt von Gimhae neben Zielen innerhalb Südkoreas auch Ziele in Südost- und Ostasien an.

## Flotte

### Aktuelle Flotte

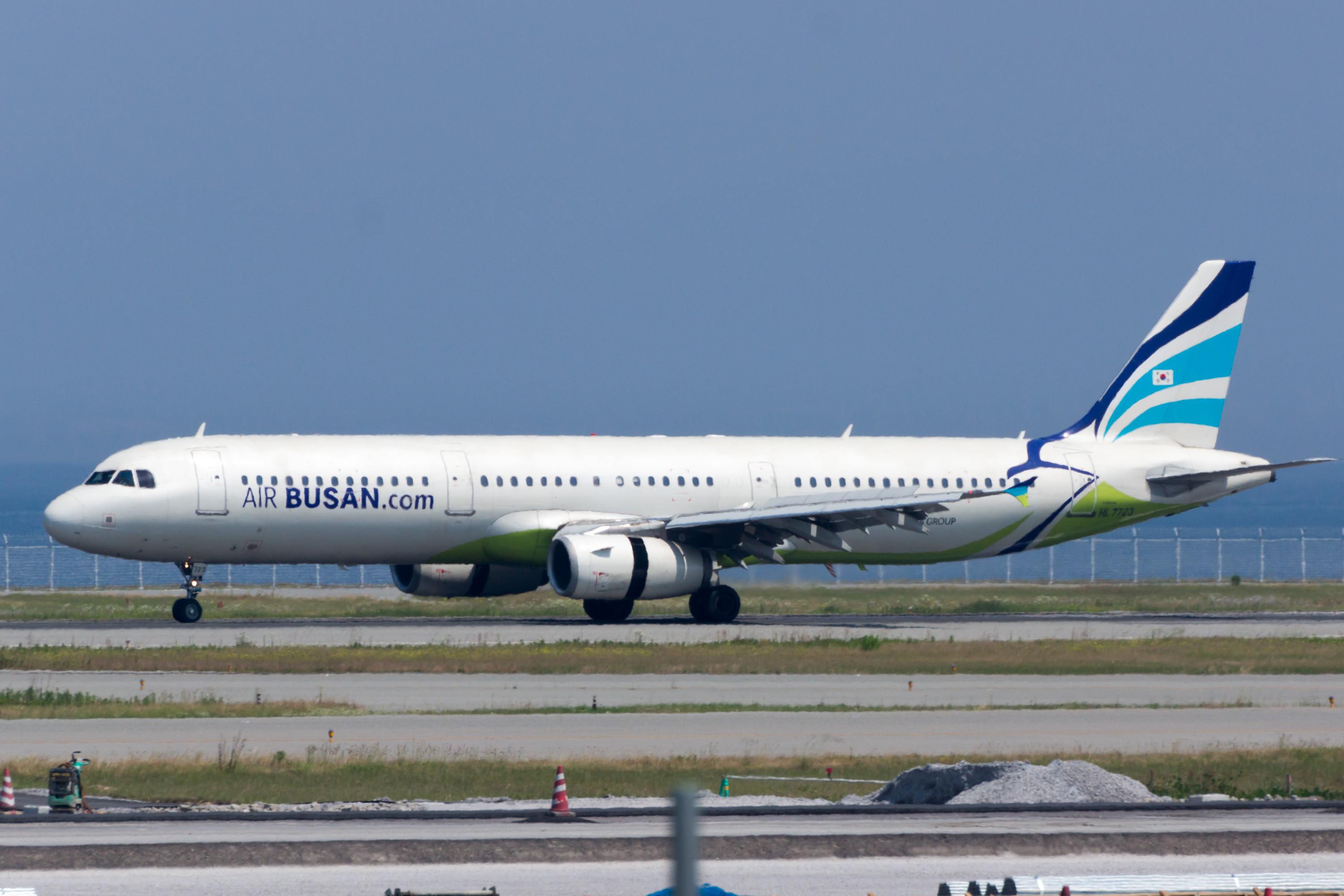
Airbus A321-200 der Air Busan

Mit Stand Mai 2025 besteht die Flotte der Air Busan aus 20 Flugzeugen mit einem Durchschnittsalter von 10,3 Jahren:
| Flugzeugtyp     | Anzahl | bestellt | Anmerkungen                     | Sitzplätze | Durchschnittsalter |
| --------------- | ------ | -------- | ------------------------------- | ---------- | ------------------ |
| Airbus A320-200 | 05     |          |                                 | 180        | 16,7 Jahre         |
| Airbus A321-200 | 07     |          | drei mit Sharkelts ausgestattet | 195 220    | 13,5 Jahre         |
| Airbus A321neo  | 08     |          | drei inaktiv                    | 220 232    | 03,5 Jahre         |
| Gesamt          | 20     | -        |                                 |            | 10,3 Jahre         |

### Ehemalige Flugzeugtypen

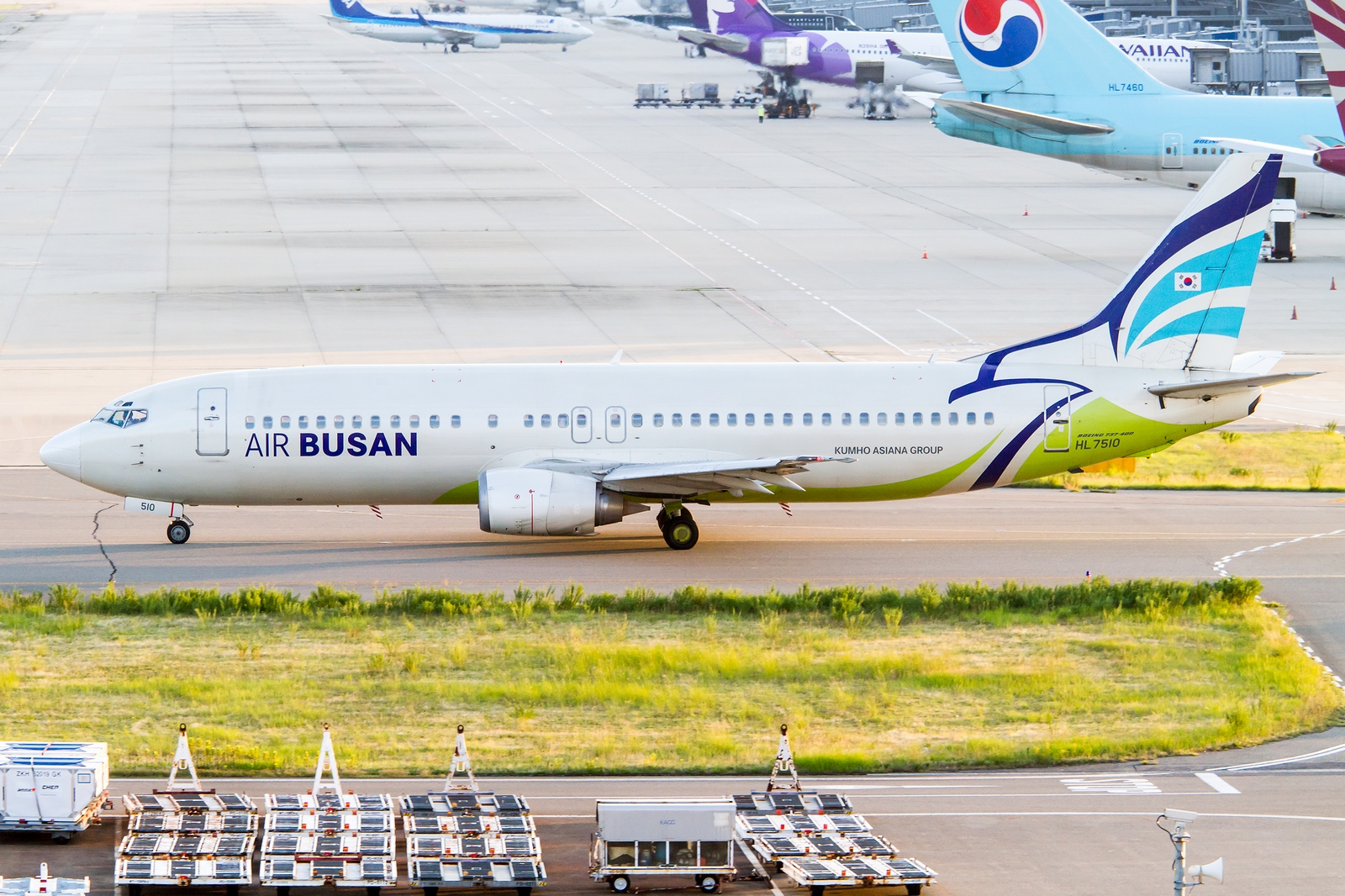
Boeing 737-400 der Air Busan

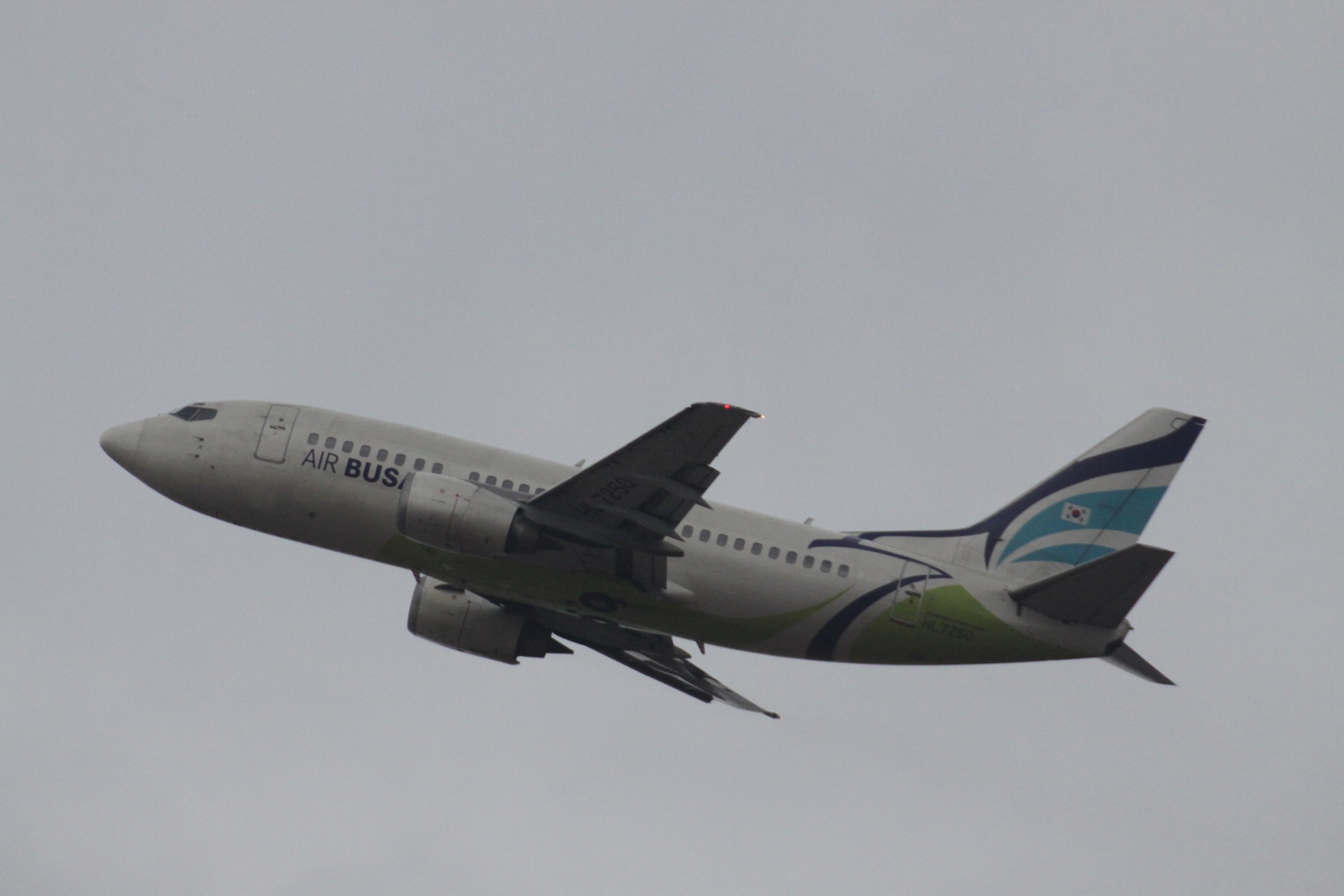
Boeing 737-500 der Air Busan

In der Vergangenheit setzte Air Busan bereits folgende Flugzeugtypen ein:
| Flugzeugtyp    | Anzahl | von  | bis  |
| -------------- | ------ | ---- | ---- |
| Boeing 737-400 | 4      | 2009 | 2016 |
| Boeing 737-500 | 3      | 2008 | 2016 |

## Zwischenfälle
- Am 28. Januar 2025 fing ein Airbus A321-200 der Air Busan (Luftfahrzeugkennzeichen HL-7763), der vom Flughafen Gimhae bei Busan nach Hongkong fliegen sollte, noch vor dem Start Feuer (verursacht durch eine Powerbank) und ein Großteil der Passagierkabine brannte aus. Alle 176 Insassen konnten das Flugzeug lebend verlassen.[5]